# Just Stop Oil
Just Stop Oil es un grupo de activismo climático y de vandalismo en el Reino Unido creado en febrero de 2022, que utiliza la resistencia civil para tratar de forzar al gobierno del Reino Unido a detener las nuevas licencias para la extracción de combustibles fósiles. Sus acciones contra el patrimonio histórico y cultural son vandálicas. 

## Vandalismo contra pinturas
Realizan actos vandálicos contra pinturas, como los que perpetraron contra el cuadro Los girasoles de Vincent van Gogh, en la National Gallery de Londres, y contra La maja vestida y La maja desnuda de Francisco de Goya, en el Museo del Prado. También vertieron puré de patatas sobre un cuadro de Claude Monet del Museo Barberini en Potsdam, Alemania; lanzaron una piedra contra el cristal antibalas de La Gioconda en el Museo del Louvre, París; pegaron sus manos al cuadro Masacre en Corea, de Pablo Picasso, en Melbourne, Australia; y lanzaron una tarta a la escultura del rey de Reino Unido Carlos III, en el Museo Madame Tussauds de Washington D. C. Todos fueron arrestados tras los vandalismos. 
La Venus del espejo, único desnudo que se conoce de este artista y cuyo tema es inusual en el barroco español, fue atacada el 6 de noviembre de 2023 por dos activistas que rompieron su cristal protector con martillos al grito de «Las mujeres no obtuvieron el voto votando, es hora de hechos, no de palabras. Es hora de Just Stop Oil» en National Gallery de Londres. El grito viene dado porque ya fue en 1914 vandalizado por la sufragista y  jefa de la Unión Británica de Fascistas Mary Richardson.  Los activistas fueron detenidos y el cuadro retirado de la exposición para su evaluación.

## Vandalismo contra monumentos históricos
En junio de 2024, dos manifestantes de Just Stop Oil dañaron tres de las piedras erguidas en Stonehenge al rociarlas con pintura en polvo de color naranja. Varios transeúntes intentaron detener a los activistas. Los dos individuos que vandalizaron la estructura fueron arrestados de inmediato por la policía de Wiltshire. English Heritage describió el acto de vandalismo como «extremadamente perturbador» y ha iniciado una investigación para evaluar el daño causado por la pintura. Al día siguiente, la pintura fue quitada con un soplador de aire para evitar dañar las piedras.

## Financiamiento
Just Stop Oil informa que toda su financiación se realiza a través de donaciones, y el grupo acepta tanto moneda tradicional como criptomonedas. En abril de 2022 se informó que su principal fuente de financiación eran las donaciones del Fondo de Emergencia Climática con sede en Estados Unidos. A través de ese fondo, un donante notable del grupo ha sido Aileen Getty, miembro de la familia Getty, fundadora de la compañía petrolera Getty Oil. En respuesta, el Fondo de Emergencia Climática declaró que el donante no trabajaba en la industria de los combustibles fósiles.
En octubre de 2023 el industrial británico Dale Vince, del rubro "energía renovable", quien había donado más de £340.000 a Just Stop Oil, anunció que ya no planeaba financiar a esta organización. Declaró: "bajo el gobierno actual la protesta no puede funcionar. Me atrevería a decir que todo lo que pueda alimentar la narrativa de guerra cultural de los conservadores (Tories), es contraproducente".